# Beerganahalli, Srinivaspur
Beerganahalli là một làng thuộc tehsil Srinivaspur, huyện Kolar, bang Karnataka, Ấn Độ.